# Iván Díaz Mateus
Iván Díaz Mateus es un político colombiano miembro del Partido Conservador. Integró el Senado y la Cámara de Representantes de Colombia tras haber sido elegido por elección popular.
El 20 de mayo del 2008, la Corte Suprema de Justicia de Colombia emitió orden contra Díaz Mateus por violar el régimen de inhabilidades. Se determinó que su tío, Néstor Díaz Saavedra, era funcionario de la DIAN para el momento de la elección.

## Carrera profesional
Entre las principales actividades profesionales de Díaz Mateus se identifican:
| Cargo público   | Partido político                       | Fecha Inicio            | Fecha Fin               |
| Auxiliar        | Contraloría Departamental de Santander | 1 de enero de 1980      | 31 de diciembre de 1982 |
| Auxiliar        | Servicio de Salud de Santander         | 31 de diciembre de 1982 | 1 de enero de 1986      |
| Jefe de Sección | Contraloría Municipal de Bucaramanga   | 1 de enero de 1991      | 31 de diciembre de 1991 |

## Congresista de Colombia
En las elecciones legislativas de Colombia de 2006, Díaz Mateus fue elegido senador de la república de Colombia con un total de 48.505 votos.
En las elecciones legislativas de Colombia de 1998, Díaz Mateus fue elegido miembro de la Cámara de Representantes de Colombia con un total de 38.231 votos. Posteriormente en las elecciones legislativas de Colombia de 2002, Díaz Mateus fue reelecto miembro de la Cámara con un total de 38.390 votos.

### Iniciativas
El legado legislativo de Iván Díaz Mateus se identificó por su participación en las siguientes iniciativas desde el congreso:

- Establecer una bonificación especial para el personal de la Policía Nacional que labora en el Congreso de la República (Archivado).[5]
- Modificar el inciso 1° del artículo 323 de la Constitución Política -el Concejo Distrital estará integrado por 33 concejales-.[6]
- Modificar el artículo 323 de la Constitución Política -busca reducir el número actual de Concejales de Bogotá- (Sancionado como acto legislativo).[7]
- Modificar el artículo 339 de la Constitución Política de Colombia, agregando al contenido de los Planes Nacionales y Territoriales de Desarrollo orientaciones y estrategias específicas de lucha contra la Pobreza (Archivado).[8]
- Propone moción de censura en contra de los ministros por asuntos relacionados con funciones propias del cargo, o por desatención a los requerimientos y citaciones del Congreso de la República (Sancionado como acto legislativo).[9]
- Adicionar el capítulo cuarto de la Ley 5 de 1992, Reglamento del Congreso, creación legal de las comisiones regionales interparlamentarias (Sancionado como ley).[10]
- Declarar en la Carta fundamental que los departamentos de Amazonas, Putumayo, Caquetá, Vaupés, Guainía, Guaviare y Chocó,  procura de garantizar el uso sostenible de su biodiversidad (Archivado).[11]
- Expedir el Código de la infancia y la adolescencia (Sancionado como ley).[12]
- Introducir convenientes ajustes a las fechas establecidas por la Constitución Política para el período de sesiones ordinarias del Congreso de la República (Archivado).[13]
- Emitir el estatuto del contribuyente y del usuario aduanero (Archivado).[14]

## Carrera política
Su trayectoria política se ha identificado por:

### Partidos políticos
A lo largo de su carrera ha representado los siguientes partidos:
| Partido político    | Fecha Inicio        | Fecha Fin |
| Partido Conservador | 20 de julio de 1998 |           |

### Cargos públicos
Entre los cargos públicos ocupados por Iván Díaz Mateus, se identifican:
| Cargo público               | Partido político    | Fecha Inicio         | Fecha Fin              |
| Senador de la República     | Partido Conservador | 20 de julio de 2006  | 12 de febrero de 2008  |
| Representante a la Cámara   | Partido Conservador | 20 de julio de 2002  | 19 de julio de 2006    |
| Representante a la Cámara   | Partido Conservador | 1 de julio de 1998   | 1 de julio de 2002     |
| Diputado Santander          | Partido Conservador | 1 de enero de 1995   | 1 de diciembre de 1997 |
| Diputado Santander          | Partido Conservador | 1 de octubre de 1992 | 1 de diciembre de 1993 |
| Alcalde de La Paz Santander | Partido Conservador | 1 de julio de 1988   | 1 de mayo de 1990      |

## Condena por la "Yidispolítica"
En junio de 2009, la Corte Suprema de Justicia condenó a Ivan Díaz Mateus por el delito de concusión (presionar a otro servidor público para lograr un beneficio). La Corte comprobó que Díaz Mateus convenció a Yidis Medina para que votara a favor del Acto Legislativo que permitiera la reelección del Presidente de la República, beneficiando de manera directa al entonces Presidente Álvaro Uribe Vélez.